# Raise Hell
Raise Hell — шведская трэш-метал-группа. Основана в 1996 году в Стокгольме. Вначале группа носила название In Cold Blood и под этим именем было записано первое демо в 1997 году Nailed. После этого они переименовались в Raise Hell и подписали контракт с Nuclear Blast. После выпуска альбома группа отправилась в тур по Европе вместе с Dismember, Children of Bodom, и другими. Их второй альбом, Not Dead Yet, был выпущен в 1999, его продюсером был Андерс Фриден (вокалист In Flames). После этого последовал тур с группой Destruction. Отыграв следующие туры и Wacken Open Air Festival, в 2002 группа вернулась в студию для записи Wicked Is My Game. Гитарист Йонас Нильссон пел на первых трёх альбомах. В 2002 Джимми стал вокалистом группы, и Йонас сконцентрировался на гитаре. Группа подписала контракт с Black Lodge Records в 2004; City of the Damned был выпущен в 2006, в том же году был тур с группами Necrophobic и Origin Blood.

## Состав
Текущий состав
- Йонас Нильссон — гитара, вокал (1996 - 2002)
- Джимми Фьаллендал — вокал (2002-настоящее время)
- Никлас Сьостром — бас
- Свен Ворман — ударные

Бывшие участники
- Торстейн Викберг — гитара
- Иоаким Куло — гитара
- Дэннис Экдал - ударные

## Дискография
- Nailed (демо, 1997)
- Holy Target (Nuclear Blast, 1998)
- Not Dead Yet (Nuclear Blast, 2000)
- Wicked Is My Game (Nuclear Blast, 2002)
- To The Gallows (EP, 2006)
- City of the Damned (Black Lodge/Sound Pollution, 2006)
- Written in Blood (Black Lodge Records, 2015)